# Tetrachondraceae
Tetrachondraceae es una familia de plantas de flores con  2 géneros dentro del orden Lamiales.

## Descripción
Son originarias del sureste de los Estados Unidos, América del Sur y Nueva Zelanda, aunque ha sido introducida en la costa norte de Estados Unidos y Queensland. Se trata de pequeñas hierbas perennes , que crecen formando un alfombra en posición erguida. Son plantas terrestres, subacuáticas o acuáticas.
Las hojas son opuestas y subsésiles. Las estípulas las encontramos con una distribución interpeciolar o caulinar, uniéndose a las bases de las hojas opuestas, apareciendo como una lámina lineal (Polypremum), y en general, ovadas (Tetrachondra). Las flores generalmente se presentan solitarias o en cimas foliales. Son actinomorfas, con un cáliz, una corola y unos estambres tetrámeros, con cáliz y corola connados en la base. El cáliz es campanulado y persistente. Los lóbulos que lo forman son estrechamente ovados, con el ápice más o menos obtuso. La corola es blanca, formando un tubo acampanado. Los estambres se alternan con los lóbulos de la corola, y están insertados en la misma. El fruto es una cápsula bivalvulada o está reducida a 4 mericarpos separados.

## Géneros
- Polypremum
- Tetrachondra

## Sinonimia
- Polypremaceae